# Hirotada Macudaira
Hirotada Macudaira  (松平 広忠, 9. června 1526 – 3. dubna 1549) byl pánem hradu Okazaki v provincii Mikawa v Japonsku během období válčících států (16. století).
Nejznámější je jako otec Iejasua Tokugawy, zakladatele tokugawského šogunátu. 

## Život
Hirotada byl synem Kijojasua Macudairy (7. hlavy klanu Macudaira). Ve svém dětství byl znám jako Senšómaru, Senčijo a Džirózaburó.
Poté, co byl jeho otec v roce 1537 zavražděn, byl Hirotada svěřen do ochrany vazalovi Sadajošimu Abemu. Když dospěl, spojil se Hirotada s klanem Imagawa a s jeho pomocí byl dosazen na hrad Okazaki. Spojenectví s Imagawy ho přivedlo do konfliktu s klanem Oda. V roce 1540 Nobuhide Oda napadl a obsadil hrad Nanjo, který byl držen klanem Macudaira. Pomáhal mu Tadamasa Mizuno. Nobuhidův syn, Nobuhiro Oda, byl poté dosazen jako pán hradu.
V roce 1541 si Hirotada vzal Okiši, svou neteř a sestru Tadamišiho Mizuna. Rok nato se jim narodil syn, později známý jako Iejasu Tokugawa. Ve stejném roce se Hirotada připojil k Jošimotovi Imagawovi během tažení proti Nobuhidemu, ale v první bitvě u Azukizaky byl poražen. Jeho strýc Nobutaka Macudaira se vzbouřil a v roce 1543 se připojil k Nobuhidemu. Hirotada měl vážný spor se svým tchánem Tadamasou a v roce 1544 se rozvedl s Okiči. Poté se oženil s dcerou Jasumicua Tody. I když společně s Imagawy vyhrál v druhé bitvě u Azukizaky nad Nobuhidem, následující rok onemocněl a zemřel.
V roce 1612 mu byla jeho synem Iejasuem posmrtně udělena hodnost dainagona.